# Дорохи (Минская область)
Дорохи (бел. Дарахі́) — деревня в Молодечненском районе Минской области Беларуси. В составе Городокского сельсовета. 

## География
Дорохи расположены в 23 км от Молодечно и в 45 км от Минска.

## Административное устройство
После подписания Рижского мирного договора (1921) край оказался в составе межвоенной Польши, был образован Вилейский повет, oт 1927  Молодечненский повет Новогрудского воеводства, а с 1926 года Виленского воеводства.
До 2013 года входил в состав Холхловского сельсовета.

## Население

### Динамика
- 2012 год — 43 человека
- 1931 год — 268  жителей, 44 домов[4].
- 1921 год — 231  жителей, 42 домов[5].